# Stanko Krnjić
Stanko Krnjić (Stolac (BiH), 5. travnja 1969.) hrvatski je pjesnik, rodom iz Hercegovine, po zanimanju stomatolog. Živi i radi u Župi dubrovačkoj, u Mlinima.

## Životopis
Rodio se u Stocu. U Višićima kod Čapljine završio osnovnu školu. U Dubrovniku je završio srednju medicinsku. U Sarajevu je upisao studij stomatologije 1989. godine, a zbog rata u BiH studij nastavlja u Zagrebu gdje je i diplomirao 1995. Piše pjesme. Objavio ih je u Hrvatskome slovu, Literatu, Književnoj reviji Društva dubrovačkih pisaca, Obzoru te još nekim časopisima, zbornicima i zajedničkim zbirkama. Na književnim manifestacijama u Hrvatskoj i BiH redovno sudjeluje.
Član je Društva hrvatskih književnika, Društva hrvatskih književnika HB i Društva dubrovačkih pisaca.

## Djela
Objavio je zbirke pjesama:
- Korijeni (pjesme), autorsko izdanje, Dubrovnik, 2001.[2]
- Zrak poprskan narančom (pjesme), Društvo dubrovačkih pisaca, Dubrovnik, 2012.[2]
- Kroničar svega (pjesme), Društvo dubrovačkih pisaca, Dubrovnik, 2016.[3][2]
- Mrvice za Lazara (pjesme), "Naklada Bošković" 2017.[4][2]

## Nagrade
- Nagrada „Rijek“ za poeziju za 2015. godine[1]
- Druga nagrada „Fra Martin Nedić“ za zbirku „Kroničar Svega“ za 2017. godinu.[1]

## Vanjske poveznice
- Hrvatsko slovo DNEVNIK - STANKO KRNJIĆ, stomatolog i pjesnik, Oltar doma i u srcu domovina
- Portal Hrvatskoga kulturnog vijeća Đ. Vidmarović: Marljivi pjesnik iz Dubrovnika, 17. lipnja 2018.